# Norfolk Naval Shipyard

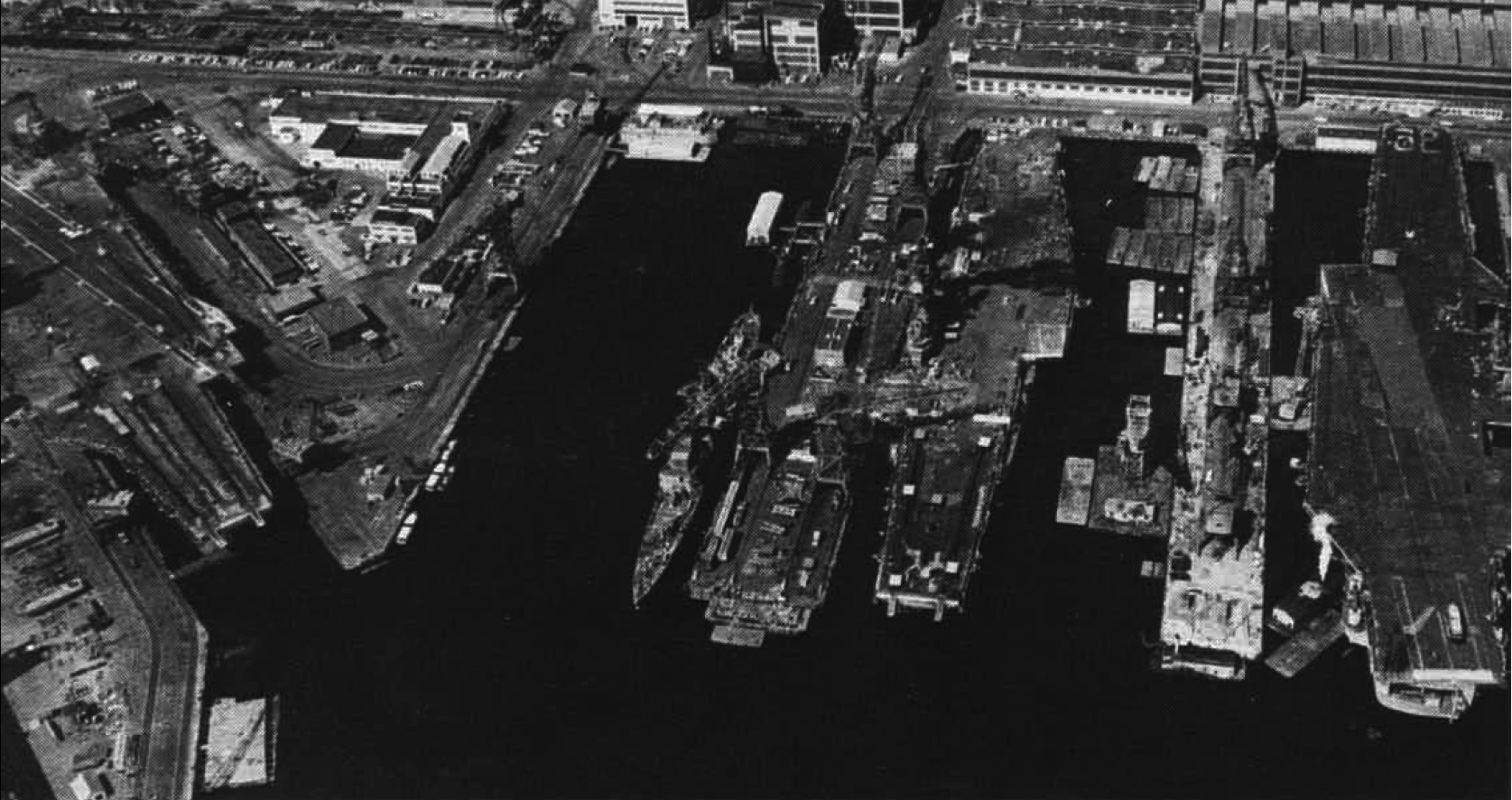
Norfolk Naval Shipyard vista aérea (1919)

Norfolk Naval Shipyard (NNSY) também chamado de Norfolk Navy Yard é uma instalação da Marinha dos Estados Unidos localizada em Portsmouth no estado da Virgínia, Região Sudeste dos Estados Unidos.
O local é utilizado para remodelação, construção e reparação de navios da Marinha norte-americana.
 O estaleiro existe desde 1767 com o nome de Gosport Shipyard alterado para o nome atual em 1862.